# Kendal Royo
Kendal Enrique Royo Quintero (Ocú, Herrera; 9 de noviembre de 1963-Ciudad de Panamá, 4 de agosto de 2020) fue un folclorista, ortopedista, presentador y productor de televisión y actor panameño, conocido por ser el presentador del programa de folclore panameño Hecho en Panamá de TVN durante diez años, junto a Mirta Rodríguez y Óscar Poveda. En dicho programa, popularizó la exclamación "¡Susalabao'!" (abreviación de Jesús alabado), que acogió como su sello personal a lo largo de su carrera artística.

## Primeros años
Kendal Royo nació en Ocú, provincia de Herrera el 9 de noviembre de 1963, hijo de Enrique Royo y Noris Quintero, quienes tuvieron tres hijos más, José, Linette y Gloria. Cursó sus estudios primarios en una escuela oficial en su natal Herrera, para luego trasladarse en su adolescencia a la Ciudad de Panamá, donde fue egresado del Instituto General Tomás Herrera. 

## Carrera
Su gran oportunidad llega en 1998, cuando Óscar Poveda buscaba dos jóvenes presentadores para su programa de folclore y cultura, Hecho en Panamá. Royo hizo la audición para el mismo y quedó siendo elegido varios meses después que Mirta Rodríguez. Con Kendal, Mirta y Poveda el programa se convirtió en un éxito nacional y se mantuvo número uno en audiencia durante los fines de semana desde 1999, siendo el favorito de los panameños y teniendo que hacer numerosas giras a nivel nacional para compartir con sus fanáticos. 
En 2008, Royo se retiró del programa y más tarde inició su propio programa De aquí pa' allá con Kendal Royo, con la misma temática y siendo transmitido por NexTV Canal 21.
Kendal Royo también se especializó en ortopedia, para ejercer la profesión como parte de un importante compromiso social, desde la provincia de Panamá Oeste, específicamente en la Policlínica Dr. Blas Gómez Chetro de Arraiján.
En el ámbito personal, Royo tuvo dos hijos de su primer matrimonio: Kendall Enrique y Ana Paula, así como una tercera hija llamada María Alejandra. Desde 2016 mantuvo una relación con la reportera de su programa, Ruby Solís, con quien tuvo una hija llamada Violette y otra hija nacida a finales de octubre de 2020, sólo dos meses después de su muerte.

## Enfermedad y fallecimiento
En julio de 2020, Royo se encontraba ejerciendo su labor como ortopedista en la Policlínica de Arraiján, cuando adquirió el virus SARS-CoV-2, que le causó COVID-19 durante la pandemia por coronavirus en Panamá. Su situación era aún más complicada por la lesión pulmonar que sufrió en 2015 durante el Festival del Manito en Ocú, producto de una caída por la cual le tuvieron que intervenir quirúrgicamente uno de sus pulmones, pues estaba lleno de sangre.
Durante varios días se mantuvo hospitalizado en el Área de Cuidados Intensivos del Complejo Hospitalario Dr. Arnulfo Arias Madrid en la Ciudad de Panamá, donde finalmente falleció la noche del 4 de agosto de 2020 a los cincuenta y seis años de edad.
Varias personalidades de la televisión panameña expresaron sus condolencias a través de las redes sociales, incluidos sus colegas de Hecho en Panamá y programas vecinos, Mirta Rodríguez, Elena Llorach, Lucho Pérez, Álvaro Alvarado y Víctor Ballesteros, además de cantantes típicos panameños como Samy y Sandra Sandoval, Ulpiano Vergara, Osvaldo Ayala, Jorge Gómez, Raquelita Castillo y Armando Aizprúa, entre otros.
Su cuerpo fue cremado y sus honras fúnebres se llevaron a cabo en la Parroquia San Sebastián en su natal Ocú el 8 de agosto de 2020, con todas las medidas de bioseguridad por la pandemia, contando con la presencia de sus familiares y amigos más cercanos.